# Sven Suton
Sven Suton (* 10. April 1993 in Kirchheim unter Teck) ist ein kroatischer Handballspieler.

## Karriere
Sven Sutons Karriere im Seniorenbereich begann 2010 in Nordrhein-Westfalen (Deutschland) beim 4. Liga-Team HGR Remscheid. Dort spielte er eine Saison unter seinem Vater Goran Suton. 2011 wechselte er gemeinsam mit seinem Vater zur GSV Eintracht Baunatal in die 3. Liga.
2012 trennten sich die Wege des Sohn-Vater-Gespanns. Sven nahm ein Angebot des niederländischen Erstligisten HARO Rotterdam an und bereicherte die Liga als junger exzellenter Mittelmann.
Aus familiären Gründen, zog es ihn 2013 zurück nach Deutschland. Dort unterschrieb er einen Zwei-Jahres-Vertrag beim Drittligisten HSV Bad Blankenburg. Er zeigte in den kommenden 2 Jahren eindrucksvoll, dass er ein talentierter Spieler mit sehr viel Potential nach oben ist. 2015 bis 2016 stand er für den TuS 04 Kaiserslautern-Dansenberg auf der Platte. In der Saison 2016/2017 lief er für den Oberligisten TuS Derschlag auf.
Anschließend wechselte Suton zum griechischen Erstligisten AO Diomidis, aus Argos.
Nach einer erfolgreichen Saison in Griechenland, entschied sich Suton wieder für die Niederlande, wo er mit dem Verein JD Techniek Hurry-up aus Zwartemeer in der BENE Liga, sowie international aufgetreten ist.
Seit 2022 ist er beim Oberligateam des TuS Haren als Trainer im Einsatz.
Sven Suton hatte 12 Einsätze für die Jugend-Nationalmannschaft von Bosnien und Herzegowina.

## Sonstiges
Sven Suton ist Sohn des Handballtrainers Goran Suton. Sein Bruder Tim Suton ist ebenfalls Handballspieler und spielt derzeit beim TBV Lemgo.
Sven Suton ist mit Dijana Suton verheiratet. Sie haben zusammen einen Sohn.